# Gerard Nijboer
Gerardus Hermanus Maria (Gerard) Nijboer (ur. 18 sierpnia 1955 w Hasselt w prowincji Overijssel) – holenderski lekkoatleta maratończyk, medalista olimpijski i mistrz Europy.
Na igrzyskach olimpijskich w 1980 w Moskwie Nijboer zdobył srebrny medal w biegu maratońskim, przegrywając jedynie z obrońcą tytułu Waldemarem Cierpinskim z NRD. Zwyciężył w tej konkurencji na mistrzostwach Europy w 1982 w Atenach. Przyniosło mu to tytuł sportowca roku w Holandii w 1982.
Później już nie odnosił takich sukcesów. Na mistrzostwach świata w 1983 w Helsinkach zajął 29. miejsce. Na igrzyskach olimpijskich w 1984 w Los Angeles nie ukończył biegu. Był szósty na mistrzostwach Europy w 1986 w Stuttgarcie. Na igrzyskach olimpijskich w 1988 w Seulu zajął 13. miejsce. Nie ukończył biegu na mistrzostwach Europy w 1990 w Splicie.
Był trzykrotnym mistrzem Holandii w biegu maratońskim w 1979, 1984 i 1988 oraz w biegu na 25 km w 1979, 1982 i 1986. Czterokrotnie (w 1980, 1984, 1988 i 1989) zwyciężał w maratonie w Amsterdamie. Za pierwszym razem ustanowił swój rekord życiowy – 2:09:01, który był wówczas drugim wynikiem na świecie w historii i najlepszym w tym roku.